# Fallis
Fallis är en kommun (town) i Lincoln County i Oklahoma. Vid 2020 års folkräkning hade Fallis 21 invånare.